# Lassie (sång)
"Lassie" är en sång skriven av Benny Andersson och Marie Nilsson Lind. Den spelades 1990 in av gruppen Ainbusk Singers och utgavs i november samma år som gruppens debutsingel. 1993 togs den även med på gruppens livealbum Från När till fjärran.
Singeln toppade Sverigetopplistan den 19 december 1990. Under perioden 18 november 1990 – 17 februari 1991 låg låten även på Svensktoppen i 12 veckor, och var bland annat med om att toppa listan i tre veckor före jul.
Sångens refräng Jag mötte Lassie och tidningen Expressens journalist Petter Karlsson bidrog i början av 1990-talet till att etablera begreppet Jag mötte Lassie med betydelsen bisarra kändishistorier.

## Låtlista
- A. Lassie (Musik: Benny Andersson Text: Marie Nilsson-Lind)
- B. Gunatt (Musik: Kristoffer Börs Text: Allan Nilsson)

## Andra inspelningar
Låten spelades även in av Lotta & Anders Engbergs orkester, och utgavs på samlingsalbumet Sveriges största dansgala 1990. samt på bandets album Världens bästa servitris 1991.

## Begreppet "Jag mötte Lassie"
1991 skrev journalisten Petter Karlsson en krönika i kvällstidningen Expressen där han beskrev fenomenet att många människor skryter med sina bisarra möten med kändisar. I denna krönika förekom bland annat den då relativt okände trollkarlen 21-årige Carl-Einar Häckner, som stolt visade upp en sedel där Olof Palme skrivit sin autograf. Bäst, ansåg Karlsson, var ändå en tjej vid namn Helena vars släktingar i USA hade en hund som hade blivit lägrad av Lassie (i ursprungshistorien var Lassie visserligen en tik, men hon spelades på film alltid av hanhundar). Följden blev att läsare började skicka in sina egna meriter, som Expressen i flera år publicerade under vinjetten "Jag mötte Lassie - föreningen för fåniga meriter".
Några kännetecken för typiska "jag mötte Lassie"-händelser:
- Mötet bör ha ägt rum i andra eller tredje hand - typ "min systers expojkvän".
- Kändisen får gärna vara av typen b-kändis, kultkändis eller föredetting, alternativt en större kändis långt före dennes karriär.
- Mötet bör ha ägt rum utanför kändisens offentliga liv - till exempel i ett snabbköp eller ett flygplan.
- Mötet bör ha varit flyktigt och spontant. Att avsiktligt söka upp en kändis för meritens skull räknas inte.

Ett tänkbart exempel kan vara en utsaga av följande typ: Min systers väninna, som studerar i Uppsala, berättade att hon hade varit på ICA Väst och där såg Naken-Janne köpa sallad.

## Listplaceringar
| Lista (1990–1991) | Placering |
| ----------------- | --------- |
| Sverige           | 1         |